# Schlatt (Schlatt-Haslen)
Schlatt (toponimo tedesco) è una frazione del distretto svizzero di Schlatt-Haslen, nel Canton Appenzello Interno.

## Storia
Già comune autonomo (rhode) che nel 1850 contava 1 294 abitanti, nel 1873 è stato accorpato a parte dell'altra rhode soppressa di Rinkenbach per formare il nuovo distretto di Schlatt-Haslen.

## Monumenti e luoghi d'interesse

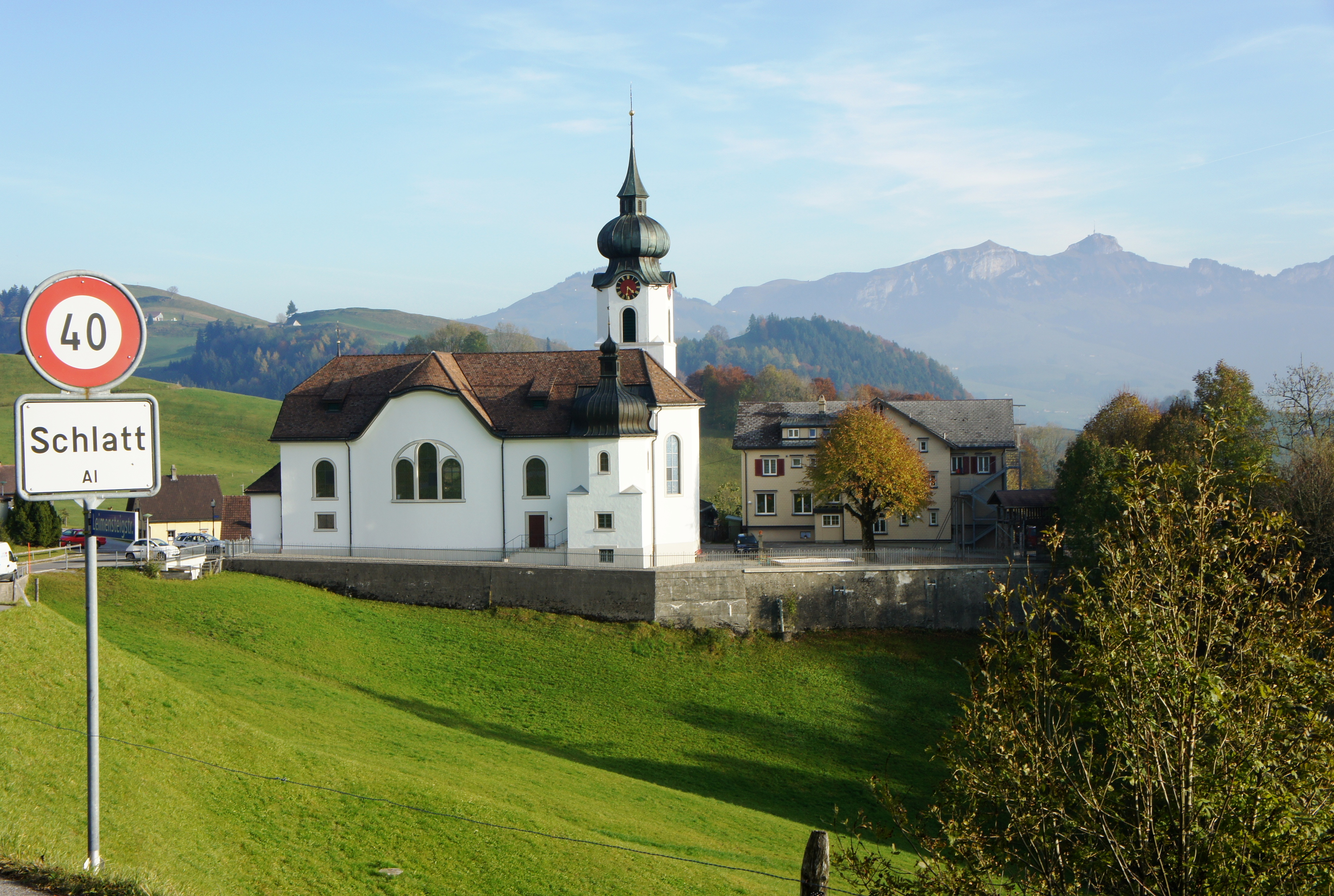
La chiesa di Nostra Signora

- Chiesa cattolica di Nostra Signora, eretta nel 1648-1650[2].